# Aeroporto di Orvieto
L'Aeroporto di Orvieto era un aeroporto militare, situato al confine tra i comuni di Orvieto e quello di Castel Viscardo, in provincia di Terni. Fu intitolato a Flavio Torello Baracchini.

## Storia

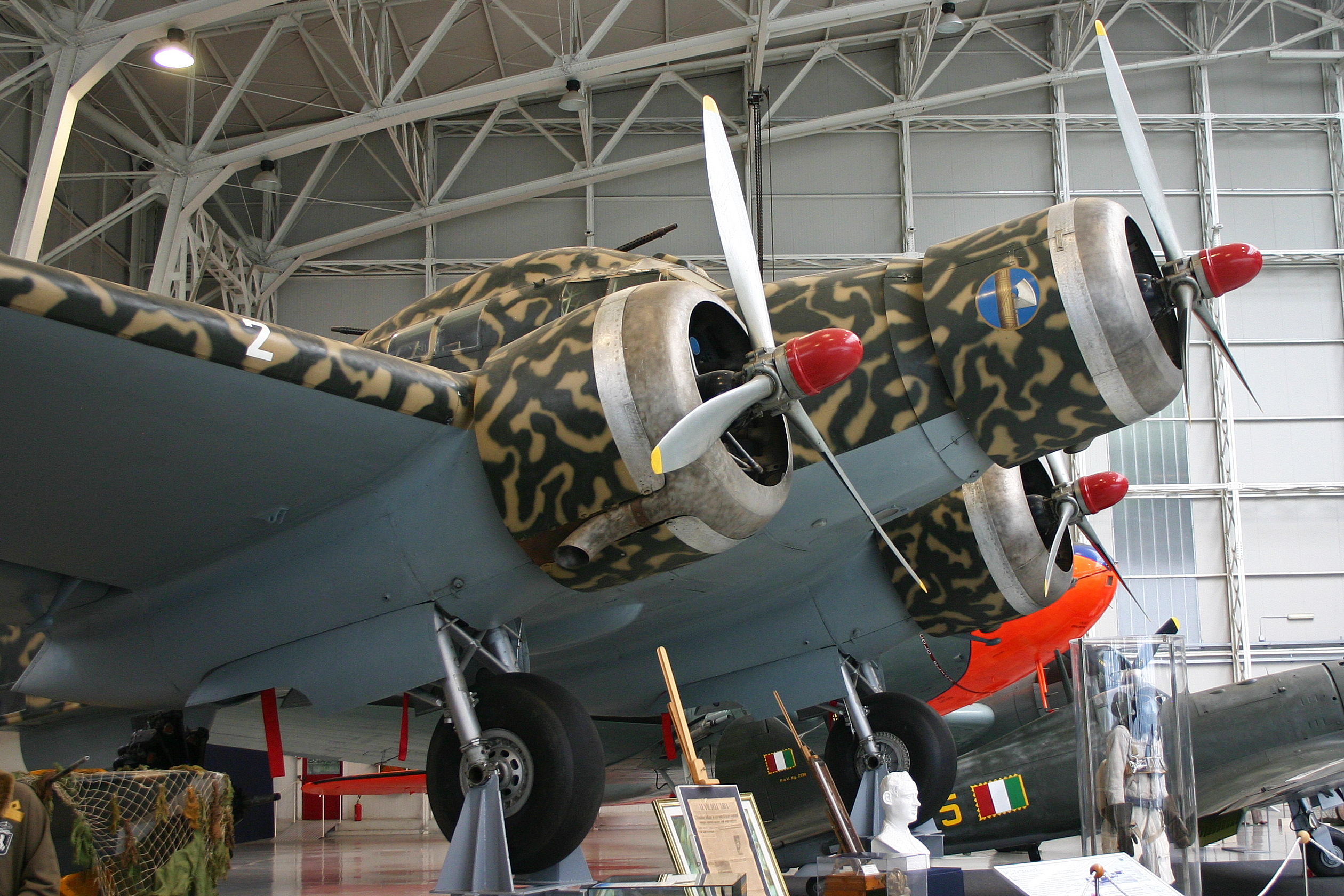
Un bombardiere Savoia-Marchetti S.79 Sparviero esposto presso il Museo dell'Aeronautica di Vigna di Valle.

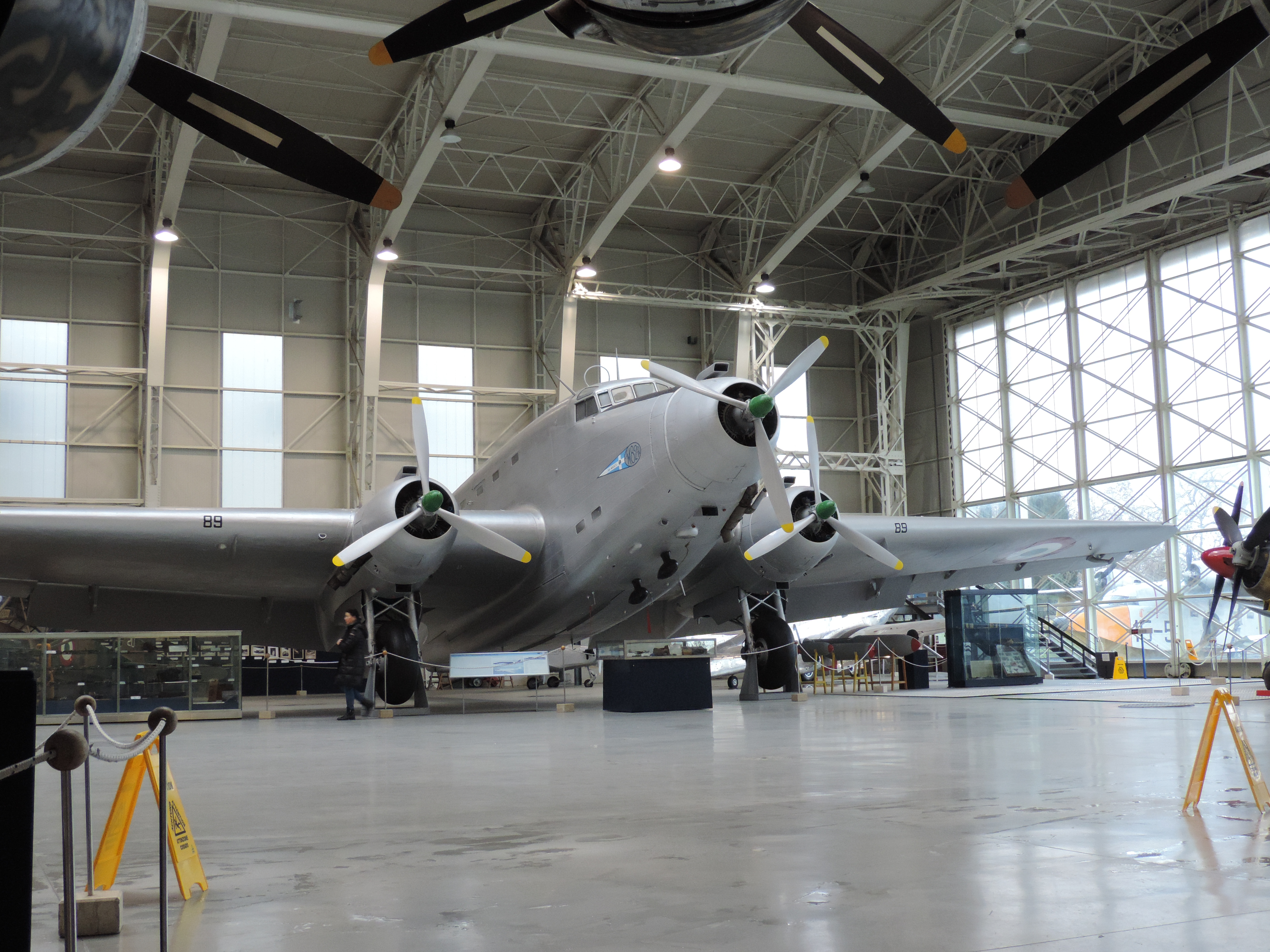
Un aereo da trasporto Savoia-Marchetti S.M.82 Marsupiale esposto presso il Museo dell'Aeronautica di Vigna di Valle.

Dopo soli quattro anni dalla costituzione della Regia Aeronautica, con la legge 23 giugno 1927 si stabilì la pubblica utilità dei campi d'aviazione di fortuna e ne vennero fissate sia le caratteristiche costruttive e quelle per la loro manutenzione. Con Decreto ministeriale in data 27 ottobre 1928, fu istituito il Campo di fortuna di Orvieto sito in località "le Prese" che, in realtà, non fu mai realizzato. Nel 1935 un velivolo sul quale si trovava il generale Luigi Faronato effettuò un atterraggio di emergenza sull'altopiano dell'Alfina, e il generale, rimasto colpito dalla facilità di atterraggio che consentiva quel luogo, si interessò subito alla realizzazione di un nuovo aeroporto militare. Tale progetto venne velocemente approvato nell'ottobre 1936, e la progettazione in dettaglio delle aviorimesse venne affidata all'ingegnere Pier Luigi Nervi, della ditta Nervi & Bartoli, già vincitori di un concorso del 1935 per una struttura che fosse realizzata per lo più in cemento armato, risparmiando il più possibile sull'uso dell'acciaio. Il progetto delle caserme e degli edifici funzionali si deve all'ingegnere Roberto Marino.
Il nuovo aeroporto fu completato ed inaugurato il 24 marzo del 1938 alla presenza del Comandante della III Zona Aerea Territoriale, del podestà e del vescovo della città, e delle locali autorità civili e militari. Il 1º aprile dello stesso anno fu trasferita sull'aeroporto la Scuola di Pilotaggio di 2° periodo che rimase lì di stanza fino al maggio-giugno 1940. Ai primi del mese di giugno, con l'imminenza dell'entrata in guerra del Regno d'Italia, avvenuta poi il 10 del mese, arrivarono sull'aeroporto i bombardieri Savoia-Marchetti S.79 Sparviero del 42º Gruppo del 12º Stormo Bombardamento Terrestre, al comando del maggiore Ademaro Nicoletti Altimari, nel cui organico militava anche il tenente Bruno Mussolini. All'atto della partenza del 42º Gruppo era in atto un sostanziale ampliamento dell'aeroporto che comprendeva la realizzazione di depositi e nuove aviorimesse sempre realizzate a cura dalla ditta Nervi & Bartoli. Tale ampliamento terminò nel corso del 1942, e il 7 gennaio dello stesso anno arrivò il 18º Stormo Trasporti, dotato dei Savoia-Marchetti S.M.82 Marsupiale, che contribuì a trasferimenti di personale militare in Africa Settentrionale Italiana, in Unione Sovietica, in Grecia, in Sicilia, in Sardegna ed aviorifornimenti per i reparti che operavano in Croazia.
L'attività sul campo d'aviazione fu intensissima sino alla firma dell'armistizio dell'8 settembre 1943, e già il giorno successivo i reparti della Wehrmacht si impadronirono dell'aeroporto complice la mancata resistenza dei reparti italiani presenti. Il comandante dell'aeroporto arrivò a non consentire la partenza degli aerei e degli equipaggi ivi presenti per raggiungere le basi del sud Italia, consegnando alle poche truppe tedesche sopraggiunte, l'intero aeroporto che divenne una base aerea tedesca.
L'aeroporto di Orvieto divenne, quindi, un obiettivo per le incursioni aeree alleata in due occasioni, il 7 febbraio e 7 marzo 1944. Con l'inizio della ritirata delle forze tedesche presenti in quel settore, tra il maggio e il giugno 1944, il campo d'aviazione fu smobilitato, venne portato via tutto ciò che si poteva trasferire e distrutto sul posto il rimanente, tra cui diversi velivoli non trasferibili per la mancanza di piloti, dopo aver asportato tutto ciò che poteva servire. Le infrastrutture furono demolite dai guastatori tedeschi che utilizzarono bombe d'aereo con peso variabile da 125 kg fino ai 500 kg. Vista la totale distruzione le autorità alleate non ritennero possibile ne conveniente il suo ripristino, e nell'immediato dopoguerra esso fu sottratto al demanio aeronautico e la sede suddivisa in minuscoli appezzamenti di terreno agricolo assegnati ad ex combattenti residenti nella zona.

### Annotazioni
1. ↑  Si trattava di un capitano e circa una ventina di soldati giunti con una sola autoblinda e quattro motocarrozzette.

### Fonti
1. 1 2 3 4 5 6 7 8 9 10 11  Tricolore n.7, agosto 2006, p. 6.
2. 1 2 3 4  Liveorvieto.
3. ↑   Tullia Iori, Pier Luigi Nervi, Il Sole 24 Ore, 1º gennaio 2009,  p. 38, ISBN 978-88-6116-079-8. URL consultato il 7 giugno 2025.
4. 1 2  Costuirecorrettamenteo.
5. ↑  Brotzu, Cosolo 1976, p. 30.